# Feleki Mór
Feleki Mór (Sárospatak, 1834 – Beregszász, 1885. augusztus 3.) orvos.
Mint 14 éves gyermek részt vett az 1848–49-es forradalom és szabadságharcban, a Pálkövi Antal tanár által alakított gerillacsapatban. Az olasz-francia háborúban (1859) tábori orvos volt. Sok tanulmánya jelent meg a szaksajtóban. Tiszaháti járási orvosként hunyt el 1885-ben.
Önálló művei: 
- Emlékirat a magyar zsidók egyenjogúsítása ügyében (Pest, 1868)
- Az élet és egészség rendszere (Beregszász, 1879)
- A pálinka ital kártékony hatása (1883).